# Charles de Coster
Charles-Theodore-Henri De Coster (20. srpen 1827 Mnichov – 7. květen 1879 Ixelles) byl belgický, francouzsky píšící spisovatel. Jeho nejznámějším dílem je Čtení o Ulenspiegelovi, o jeho rekovných, veselých a slavných příhodách a o Lammovi Goedzakovi v zemi Flanderské a jinde z roku 1867, v Česku vydané jako Pověst o Ulenspieglovi.

## Život
Narodil se v Mnichově vlámskému otci a valonské matce. Rodina se záhy přestěhovala do Bruselu. Tam Charles de Coster vyrůstal a získal první pracovní pozici jako bankovní úředník. Později (od roku 1850) studoval na Université libre de Bruxelles. Liberální, demokratické a proticírkevní prostředí na univerzitě natrvalo ovlivnilo názory a postoje mladého studenta.
Po ukončení studia pracoval nejprve jako novinář. V letech 1860–1864 se stal sekretářem Královské komise pro zveřejňování starých zákonů a nařízení. V archivech načerpal rozsáhlé znalosti o dějinách čarodějnictví a čarodějnických procesech. Znalosti posléze využil v některých svých románech. V té době pobýval v Bruselu, v exilu, francouzský revolucionář a představitel utopického socialismu Auguste Blanqui. Jeho spolubojovník, poručík a doktor medicíny Louis Watteau, poskytl de Costerovi cenné poznámky o různých projevech náboženského fanatismu v historii. Z nich pak de Coster vycházel při práci archiváře i spisovatele.
De Coster byl jednou málem nucen hájit čest rodiny se zbraní v ruce. Důstojník André Van Sprang se snažil podvodným sňatkem s jeho o čtyři roky mladší sestrou Caroline vetřít do rodiny a ohrozit její zájmy. Charles de Coster ho vyzval na souboj, ke kterému ale nedošlo kvůli sporu o volbu zbraní. Jeho sok, důstojník, navrhoval šavle, de Coster, vzhledem ke svému civilnímu povolání, pistole. De Costerovými svědky měli být dánský malíř Poul Hagelstein a novinář listu L'Indépendance Camille Berru, který byl později nahrazen belgickým malířem Edmondem De Schampheleerem. Případu se ujala vojenská komise, která rozhodla ve prospěch de Costera, a kapitán Van Sprang byl propuštěn z armády.
V roce 1870 se de Coster stal profesorem obecné historie a francouzské literatury na vojenské akademii. Práce státního zaměstnance, o kterou usiloval několik let, ale příliš nevynášela a často se nacházel ve finančních potížích.
Zemřel v květnu roku 1879 v Ixelles a je pohřben na místním hřbitově. Spisovatelův pomník vznikl v roce 1894 podle návrhu architekta Franze De Vestela se sochou od Charlese Samuela a je umístěn v blízkosti rybníků v Ixelles.

## Dílo
Zajímal se o historii, literaturu a poezii a ve svých dvaceti letech, ještě než vstoupil na univerzitu, se stal jedním se zakladatelů malého literárního klubu Les Joyeux (Veselí).
Jako básník debutoval v Revue trimestrielle, která byla založena v roce 1854, a první prózu uveřejnil v časopisu Uylenspiegel, se kterým úzce spolupracoval v letech 1856–1863.
Byl přesvědčen, že mentalita a řeč Vlámů nemohou být věrně zachyceny v moderní francouzštině, a proto psal nejlepší romány ve starém jazyce. Za tím účelem studoval díla předních francouzských autorů 16. století, mezi které patřili především François Rabelais a Michel de Montaigne.
V moderní francouzštině vydal dílo Contes brabançons v roce 1861.
Autorovo stěžejní dílo z roku 1867 La Légende et les aventures héroïques, joyeuses et glorieuses d’Ulenspiegel et de Lamme Goedzak au Pays de Flandres et ailleurs, jehož vydání připravoval skoro deset let, se v Belgii nedočkalo kladného ohlasu. Jako důvod bylo uváděno, že nesplňuje běžnou představu o belgickém vlastenectví. Velice populárním se stalo ve zbytku světa a bylo přeloženo do mnoha evropských i dalších světových jazyků. Hlavní postava romantické legendy ze 16. století, lidový hrdina Till Ulenspiegel, se stal symbolem revolty obyčejných lidí proti libovůli bohatých panovníků a jejich stoupenců a byl někdy přirovnáván k Donu Quijotovi. Román se stal předlohou pozdějších filmových zpracování, ve francouzském filmu z roku 1956 si zahrál hlavní roli Gérard Philipe.

### Spisy
- 1858 Flanderské legendy (Légendes flamandes)
- 1861 Brabantské povídky (Contes brabançons)
- 1867 Čtení o Ulenspiegelovi, o jeho rekovných, veselých a slavných příhodách a o Lammovi Goedzakovi v zemi Flanderské a jinde (a Légende et les aventures héroïques, joyeuses et glorieuses d’Ulenspiegel et de Lamme Goedzak au Pays de Flandres et ailleurs). Dílo bylo dramatizováno v roce pod názvem Zrozenci hvězd v Československém rozhlasu režisérem Janem Bergerem.[5]
- 1872 Voyage de noces (Svatební cesta)[6]
- 1879 Le Mariage de Toulet (Svatba Touletova)[6]

### Divadelní hry
- Stéphanie (Stefanie), vydáno 1927[6]
- Jeanne (Jana), vydáno 1941[6]

## České překlady
- Hrdinné, veselé i slavné příhody Thylberta Ulenspiegla a Lamma Goedzaka ve Flandřích i jinde, jak se vypravují – přel. František Albert. Praha: Národní listy, 1910
- Blanka, Klára a Kandida – in: 1000 nejkrásnějších novel... č. 14, úvod František Sekanina, přeložil Josef Marek, s. 45–54. Praha: J. R. Vilímek, 1911
- Svatební cesta – přeložil Jiří Guth. Praha: František Topič, 1918
- Tyll Ulenspiegel a Lamm Goedzak: legenda o jejich hrdinských, veselých a slavných dobrodružstvích v zemi Flanderské a jiných místech – přeložil Otakar Hanuš: Praha: Antonín Svěcený, 1922[7]
- Thyl Ulenspiegel: lidová loutkohra – dle románu Ch. de Costera pro loutková divadla zdramatizoval Vladimír Havlík. Praha: Josef Springer, 1926
- Hrdinné, veselé i slavné příhody Thylberta Ulenspiegla a Lamma Goedzaka ve Flandřích i jinde, jak je vypravují – přeložil František Albert. Praha: Družstevní práce, 1933
- Temno ve Flandrech: [vlámské legendy] – přeložila Eliška Jungmannová; doslov a poznámky napsal František Jungmann: Praha: Pavel Prokop, 1941
- Flandrské legendy [Tovarišstvo mastihubků. Blanka, Klára a Kandida. Sir Halewyn. Smetse smee] – přeložil Jaroslav Zaorálek; slovo o autorovi napsal Vojtěch Jirát. Praha: Evropský literární klub, 1944[8]
- Svatební cesta – přeložili Pavel a Olga Bojarovi. Praha: Prokop a Svoboda, 1948[9]
- Thyl Ulenspiegel: hrdinné, veselé i slavné příběhy Thylberta Ulenspiegela a Lamma Goedzaka ve Flandřích i jinde, jak je vypisuje Charles de Coster – přeložil a pro mládež upravil Pavel Eisner; ilustroval Vojtěch Kubašta. Praha: SNDK, 1951
- Pověst o Ulenspieglovi: hrdinské, veselé a slavné příběhy jeho a Lamma Goedzaka v zemi flanderské i jinde – přel. Marie Kornelová; ilustr. Vojtěch Tittelbach. Praha: SNKL, 1953
- Čtení o Ulenspiegelovi, o jeho rekovných, veselých a slavných příhodách, mj. Lammovi Goedzakovi v zemi Flanderské a jinde – přeložili Jaroslav a Růžena Pochovi. Praha: SNKLHU, 1953
- Thyl Ulenspiegel: hrdinné, veselé i slavné příběhy Thylberta Ulenspiegela a Lamma Goedzaka ve Flandřích i jinde – ilustroval Zdenek Seydl; přel. Pavel Eisner. Praha: Albatros, 1957
- Ulenspiegel: hra o 8 obrazech na motiv románu Ch. de Costera – napsal. Jaroslav Zatloukal: Praha: ČDLJ, 1958

## Galerie

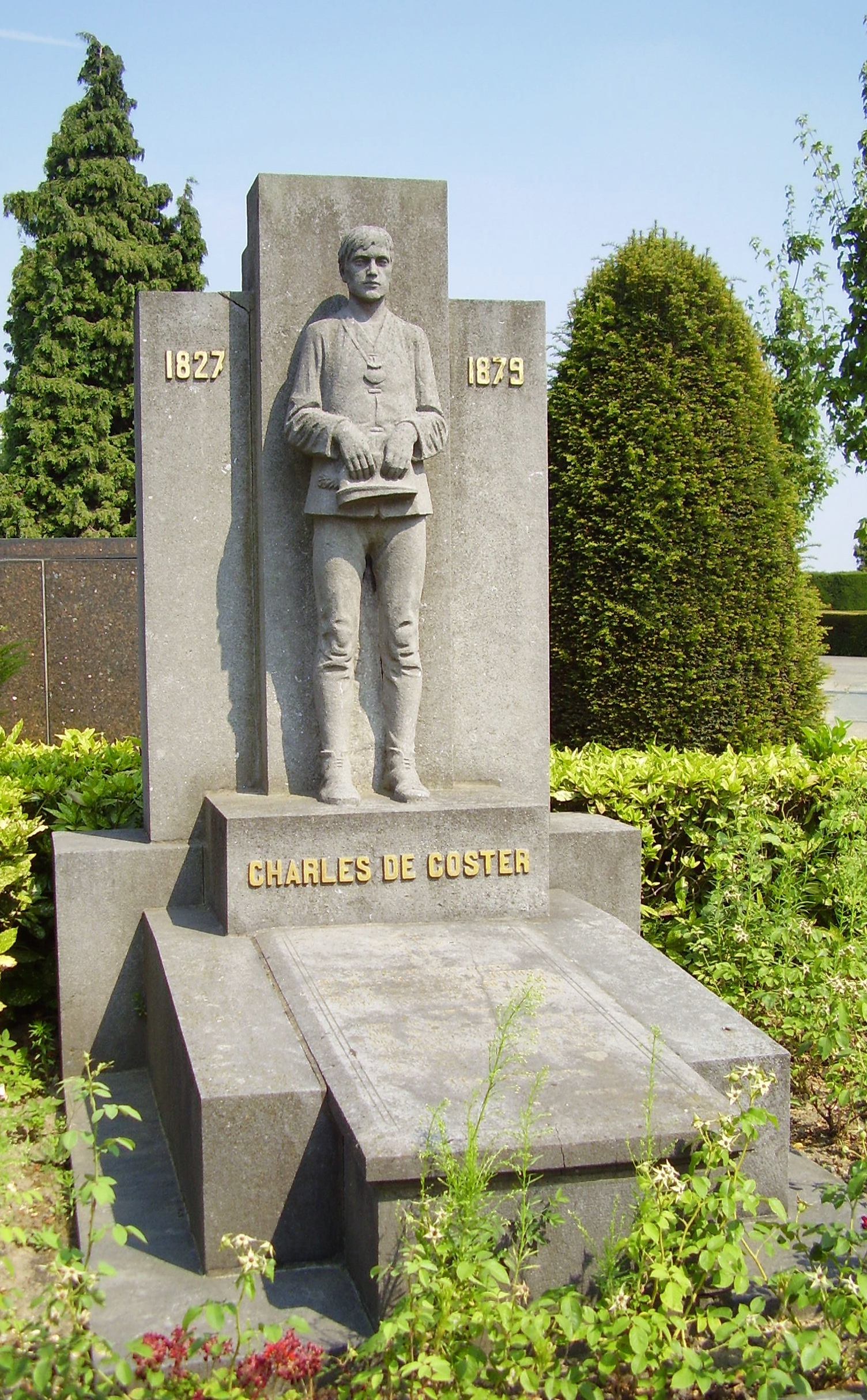
Náhrobek na hřbitově v Ixelles
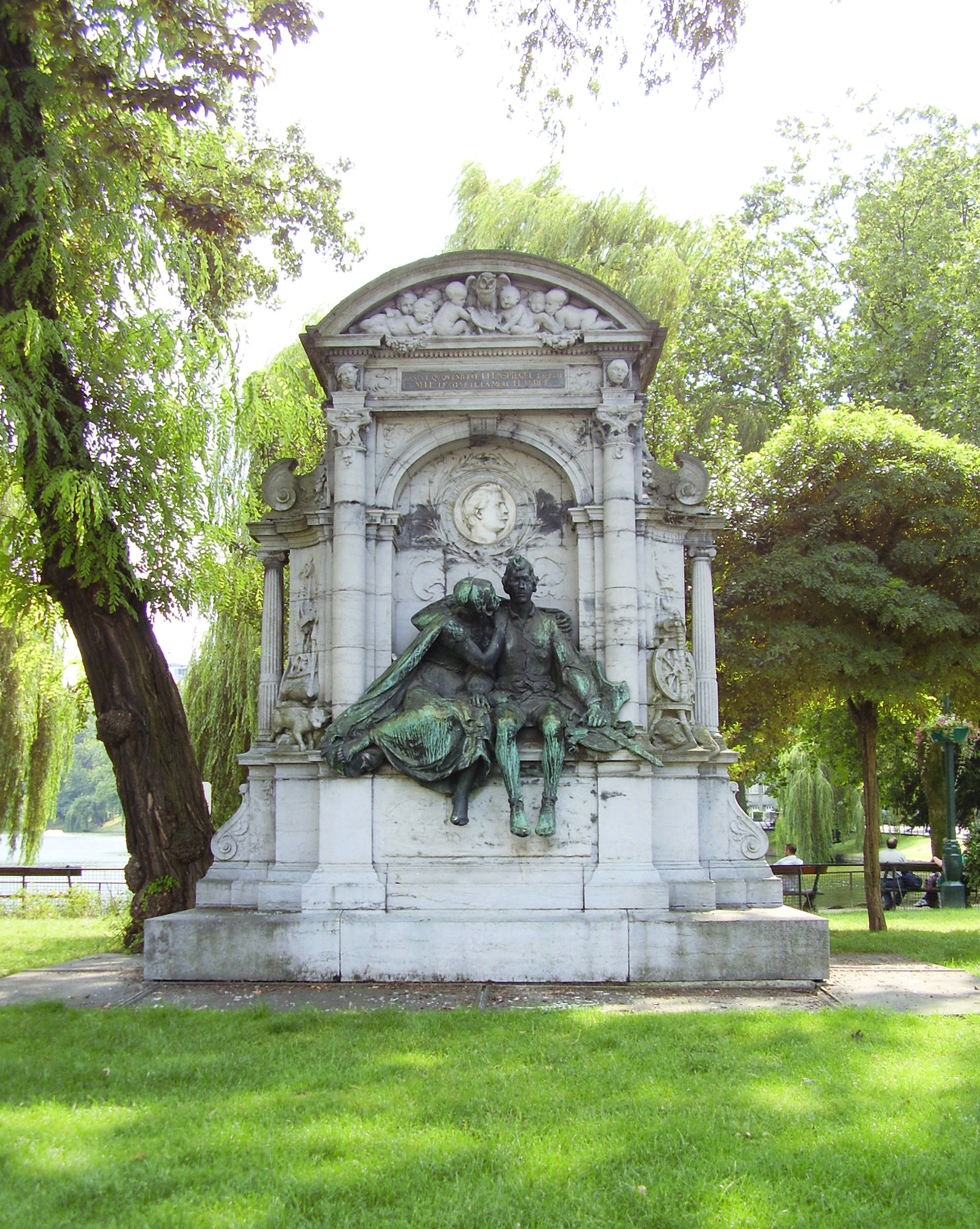
Pomník Charlese De Costera v Ixelles